# Адмиралти-Айленд (национальный памятник)
Адмиралти-Айленд (англ. Admiralty Island National Monument) — национальный памятник на острове Адмиралти в Юго-Восточной Аляске. Адмиралти-Айленд является частью национального леса Тонгасс. Национальный памятник был создан 1 декабря 1978 года и занимает площадь 3868 км². Памятник находится в ведении Лесной службы США.
Большую часть территории парка занимают западная тсуга, ель ситхинская и туя складчатая, доминирует плодовитая растительность дождевого леса; дикая природа также широко представлена: на территории Адмиралти-Айленд обитают бурые медведи, белоголовые орланы, многие виды лососей, китов и оленей. В одном только этом парке бурых медведей обитает больше, чем на территории всех остальных штатов вместе взятых; также на территории этого парка зафиксирована одна из самых высоких плотностей белоголовых орланов в мире.

Ранее на месте парка было несколько консервных заводов и китобойная станция.

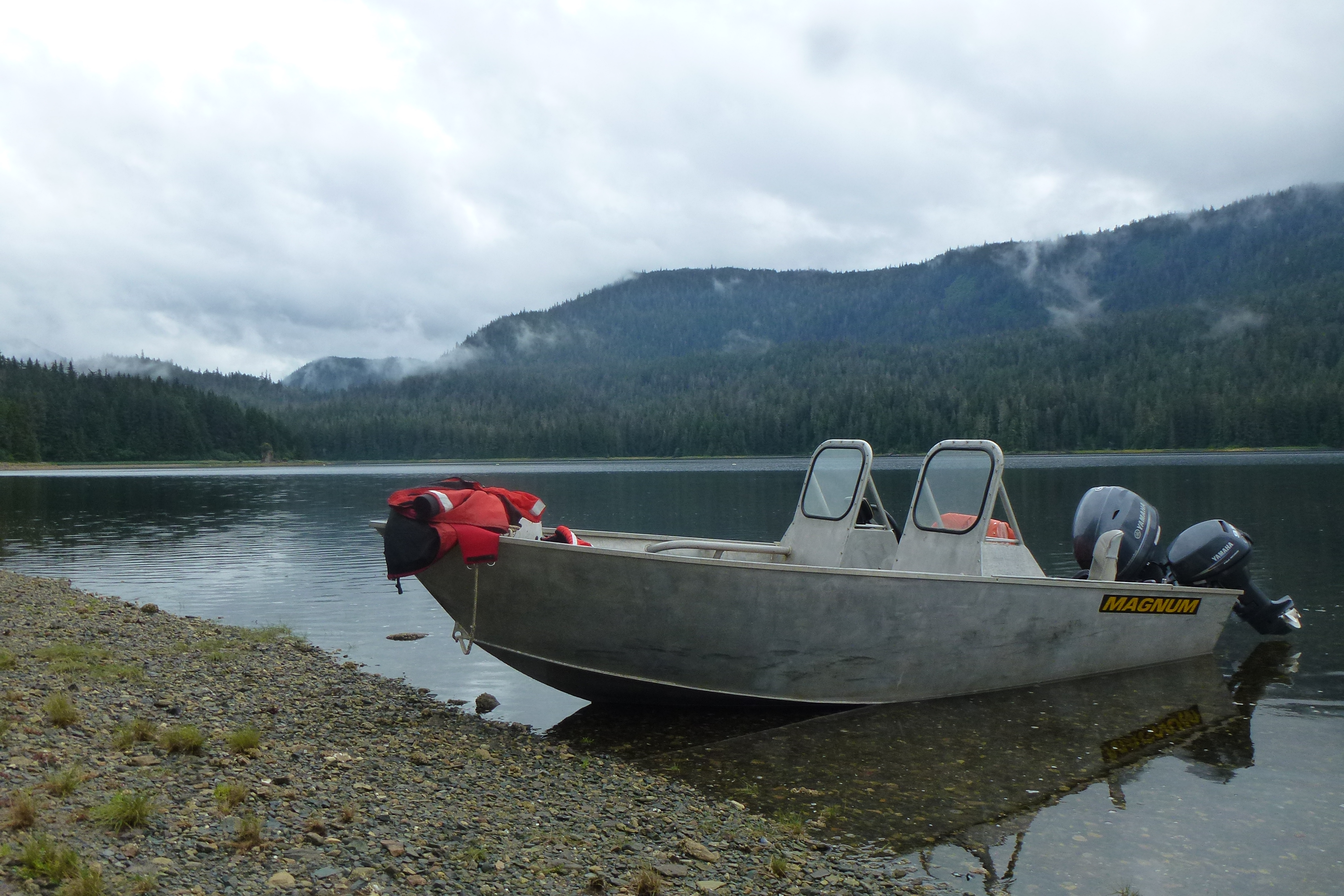
Залив Митчелл, национальный памятник Адмиралти-Айленд

Территория этого национального памятника считается священной тлинкитами — индейцами, проживающими в городе Ангун на западном побережье острова. Тлингиты боролись за защиту острова и продолжают распоряжаться его природными ресурсами. По территории национального памятника пролегает 51-километровый маршрут, популярный среди туристов: Адмиралти-Айленд является популярным местом для катания на каноэ и каяках.
На северо-западе Адмиралти-Айленд присутствуют месторождения серебра, золота, цинка и свинца.

## Внешние ссылки
- Admiralty Island National Monument. Tongass National Forest. U.S. Forest Service. Дата обращения: 13 августа 2006. Архивировано 5 августа 2006 года.
- Tongass National Forest. U.S. Forest Service. Дата обращения: 13 августа 2006. Архивировано 10 августа 2006 года.